# Charles Stewart Parnell
Charles Stewart Parnell (ur. 27 czerwca 1846 w Avondale (hrabstwo Wicklow), zm. 6 października 1891) – irlandzki polityk, przywódca ruchu na rzecz autonomii Irlandii (tzw. Home Rule) od 1877 do 1890.

## Życiorys
Urodził się w protestanckiej rodzinie ziemiańskiej angielskiego pochodzenia. Jego dziadek od strony matki był wybitnym dowódcą floty morskiej USA. Charles Stewart Parnell ukończył Magdalene College w Cambridge i w 1875 został członkiem parlamentu z hrabstwa Meath jako rzecznik autonomii Irlandii. W 1877 został przewodniczącym ruchu na rzecz autonomii Irlandii - objął tę funkcję po jej założycielu - Isaacu Buttcie (1813-1879). Natychmiast podjął stosowanie parlamentarnej obstrukcji w Izbie Gmin w celu zwrócenia uwagi na irlandzkie problemy. Od 1878 prowadził agitację wśród rolników, podburzając ich przeciwko zdemoralizowanym posiadaczom ziemskim. Od 1879 sprawował urząd przewodniczącego Irlandzkiej Narodowej Ligi Ziemskiej. W październiku 1881 aresztowano go jako podżegającego do buntu, jednak podczas jego pobytu w więzieniu w Kilmainham chaos panujący na wsiach przybierał gwałtownie na sile, przez co premier William Ewart Gladstone w maju 1882 wydał nakaz jego uwolnienia. Miało to na celu zapanowanie nad terrorem ekonomicznym. Sam Parnell wywierał olbrzymi wpływ w Izbie Gmin; stronnictwo irlandzkie liczyło w niej 86 posłów, co uczyniło je tak silnym, że w lutym 1886 doprowadziło ono do pozbawienia władzy rządu konserwatywnego, który sprzeciwiał się irlandzkiej autonomii. Dokonała tego głosując wspólnie z liberalnymi opozycjonistami.
W marcu 1886 Gladstone zgodził się na wprowadzenie autonomii dla Irlandii. Parnell poparł w tym premiera, lecz po opuszczeniu rządu przez Josepha Chamberlaina ich plany zostały zniweczone, a konserwatyści ponownie sformowali rząd, który utrzymał się u władzy także po śmierci Parnella. Ten zaś w listopadzie 1889 wygrał proces przeciwko gazecie "The Times", która opublikowała sfabrykowane listy, według których Parnell miał popierać terrorystów. Wygrana procesu przysporzyła mu sympatii. W 1890 był jednak zamieszany w sprawę rozwodową, która zyskała rozgłos. Kapitan O'Shea (dawny oficer huzarów) rozwiódł się ze swoją żoną Katherine zwaną "Kitty". Była ona od 1881 kochanką Parnella oraz matką jego 3 córek. W czerwcu 1891 wziął z nią ślub, lecz sprawa wywołała skandal obyczajowy, który zakończył jego karierę polityczną. Nie zdołał już odbudować swego dotychczasowego autorytetu. Zmarł w swym domu po zmaganiach z ostrym reumatyzmem.
Jedna z najważniejszych postaci w Irlandii i Wielkiej Brytanii w XIX wieku. William Ewart Gladstone opisywał go jako jedną z najbardziej znaczących osób, jakie kiedykolwiek poznał. Przyszły premier, Herbert Henry Asquith twierdził, że to jeden z trzech najwspanialszych ówczesnych postaci. Lord Richard Haldane uważał, że to najlepszy polityk w Izbie Gmin od 150 lat.